# Khapia
Khapia, Qhapiya (på Aymara) eller Qapiya (på Uru) är en bergstopp 4809 m ö.h. med förmodat  vulkaniskt ursprung, belägen i departementet Puno i Peru. Berget ligger nära Titicacasjön.
Qhapiya förekommer ofta i förspanskad namnform och skrivs då Capía, Ccapia, Ccapía, Khapia, Khapía eller K'apía.
2011 blev Khapia med arkeologiska fynd från tiden före spanjorernas ankomst utsett till nationellts kulturarv, (Patrimonio Cultural). och "landskapsreservat" (Zona de Reserva Paisajística).
Bland den lokala befolkningen vördas berget som en apu, en bergsande – ett begrepp som härrör från Inka-tiden.

## Galleri

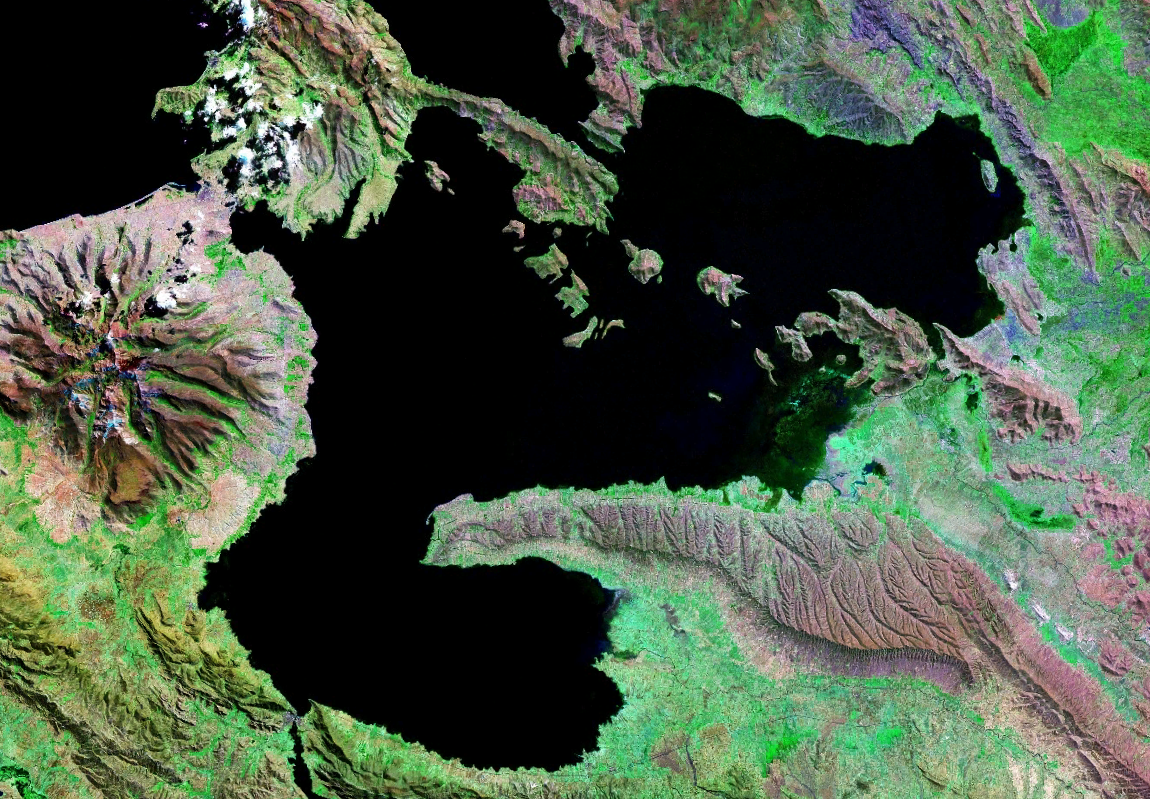
Satellitvy över Wiñaymarka-sjön, södra delen av Titicacasjön och Khapia (till vänster).